# NBA Street Vol. 2
NBA Street Vol. 2 est le second chapitre de la série de jeu de basket d’EA Sports BIG (sous-studio d’EA) sorti en 2003 sur les consoles Xbox, PS2 et Gamecube.

Ce jeu est une version simplifiée du basket-ball de rue se jouant en 3 contre 3, où toutes les lois de la physique sont abolies afin que le joueur puisse notamment effectuer des sauts de plus de 3 mètres de haut.

## Système de jeu
Le jeu se joue en 3 contre 3 avec 4 modes de jeu différents  : 
- Match simple : mode de jeu où le joueur peut choisir sa propre équipe, ses joueurs, son terrain, mais aussi ses règles ; cette particularité donne la possibilité de jouer sans le chrono des 24 secondes.
- Défi NBA : mode consistant à affronter différentes équipes NBA prédéfinies. Ce mode permet de débloquer des joueurs-clés de NBA, ainsi que de nouveaux terrains de rue.
- Légende de Rue : mode central du jeu où le joueur peut créer son propre personnage en le faisant évoluer dans une équipe, tout en jouant des matches de rue situés dans plusieurs villes américaines différentes (New York, Philadelphie, Chicago, etc.). Au fur et à mesure que le joueur gagne des matches, il acquiert une réputation qui peut le propulser au statut de légende s'il parvient à finir tous les tournois.
- Entraînement : mode d'entraînement permettant d'apprendre les diverses fonctionnalités du jeu, avec un total de 26 leçons enseignées par un basketteur de rue fictif, appelé Stretch Monroe.

## Bande-son
Le jeu NBA Street Vol. 2 a une bande-son composée de morceaux de Hip-Hop :  
- "Not in My House" - Nelly
- "Get Up" - Nate Dogg featuring Eve
- "React" - Erick Sermon featuring Redman
- "Live on Stage (Remix)" - Dilated Peoples featuring Talib Kweli
- "Rock the Party" - Benzino
- "Playas and Shortees" - SK
- "Ride Wit Me" - MC Lyte
- "They Reminisce Over You (T.R.O.Y.)" - Pete Rock & CL Smooth
- "The Choice is Yours (Revisited)" - Black Sheep
- "Chief Rocka" - Lords of the Underground

## Accueil
- Jeuxvideo.com : 17/20[1]
- Jeux vidéo Magazine : 16/20[2]